# エアロスミス
エアロスミス（英: Aerosmith）は、アメリカ合衆国のロックバンド。
東海岸（ボストン）出身で、第一次ブリティッシュ・インヴェイジョン期の英国バンド等を主な対象として青写真を描きながらも、同時に自国のルーツ・ミュージック（ブルース、ロックンロール、R&B、カントリー・ミュージック、ファンク等）から、より自然な影響を受け、結果的にR&Bとロック、ハードロックの懸け橋となるようなサウンドを確立することに成功する。本国においては「America's Greatest Rock and Roll Band」、「The Bad Boys from Boston」などの紹介のされ方が定着している。
2001年に「ロックの殿堂」入り。1990年「グラミー賞」初受賞。第2回「MTV アイコン・アワード」受賞。

## 概要
1973年、当時は珍しかったアメリカ東海岸出身のロック・バンドとしてデビュー。メンバーの脱退・一時離脱などを経たものの、現在（2024年時点）に至るまで一度も解散せず、またレコード・デビュー時のオリジナルメンバーにて、70年・80年・90年・00年・10年・20年代と、常に第一線で活動し続ける、他に類を見ない経歴を歩むバンドである。
これまでに「グラミー賞」4回、「ビルボード・ミュージック・アワード」6回、「アメリカン・ミュージック・アワード」8回、「MTV Video Music Awards」12回、「ミュージケアーズ・パーソン・オブ・ザ・イヤー」などを受賞している。ウォール・ストリート・ジャーナルの「史上最も人気のある100のロックバンド」において10位。ローリング・ストーンの選ぶ「歴史上最も偉大な100組のアーティスト」において59位。
スティーヴン・タイラーとジョー・ペリーのソングライティング・コンビは米国作曲家作詞家出版者協会（ASCAP）から贈られる「ファウンダーズ・アワード」を受賞しており、ナショナル・アカデミー・オブ・ポピュラー・ミュージック（NAPM）設立による「ソングライターの殿堂」入りも果たしている。なおこの二人にはトキシック・ツインズという（かならずしも名誉とはいえない）愛称もある。
日本では、1970年代後半からクイーン、キッスらとともに“3大バンド”の1つとして人気を博し、1977年に初来日している。1998年には海外アーティスト初となる4大ドームツアーを敢行した。
トータルセールスは全世界で1億5,000万枚以上で、『最も売れたアーティスト』の1組となっている。
また、バンドの出身地であるボストンを州都に持つマサチューセッツ州は、1993年に当時のウィリアム・ウェルド州知事により、“4月13日”を『Aerosmith Day』と制定した。

## メンバー
| | | |                                                                                                  | |
| スティーヴン・タイラー （Steven Tyler） ボーカル・ハーモニカ・パーカッション・ピアノ・キーボード 1948年3月26日生まれ ニューヨーク州ヨンカーズ出身 | ジョー・ペリー （Joe Perry） リードギター・リズムギター・ボーカル 1950年9月10日生まれ マサチューセッツ州ローレンス出身 | ブラッド・ウィットフォード （Brad Whitford） リズムギター・リードギター 1952年2月23日生まれ マサチューセッツ州ウィンチェスター出身 | トム・ハミルトン （Tom Hamilton） ベース 1951年12月31日生まれ コロラド州コロラドスプリングス出身 | ジョーイ・クレイマー （Joey Kramer） ドラム・パーカッション 1950年6月21日生まれ ニューヨーク州ニューヨークブロンクス区出身 |

### サポート・メンバー
- デイヴィッド・ハル（David Hull） - ベース

トム・ハミルトン病気療養中の全米ツアーに参加していた。

### メンバーの変遷
| 時期                                                      | メンバー |
| --------------------------------------------------------- | --- |
| 1970 - 1971 （バンド結成時）                              | * スティーヴン・タイラー * ジョー・ペリー * レイモンド・タバーノ * トム・ハミルトン * ジョーイ・クレイマー                       |
| 1971 - 1979 （レコード・デビュー時の オリジナルメンバー） | * スティーヴン・タイラー * ジョー・ペリー * ブラッド・ウィットフォード（入れ替わり） * トム・ハミルトン * ジョーイ・クレイマー   |
| 1979 - 1980 （ジョー脱退期）                              | * スティーヴン・タイラー * ジミー・クレスポ（入れ替わり） * ブラッド・ウィットフォード * トム・ハミルトン * ジョーイ・クレイマー |
| 1980 - 1984 （ジョー、ブラッド脱退期）                    | * スティーヴン・タイラー * ジミー・クレスポ * リック・デュファイ（入れ替わり） * トム・ハミルトン * ジョーイ・クレイマー         |
| 1984 - （レコード・デビュー時の オリジナルメンバー）      | * スティーヴン・タイラー * ジョー・ペリー * ブラッド・ウィットフォード * トム・ハミルトン * ジョーイ・クレイマー                 |

## 来歴

### 1970年（バンド結成） - 1972年
1970年夏、アメリカニューハンプシャー州サナピー湖にあるクラブ「ザ・バーン」で友人関係にあったジョー・ペリーとトム・ハミルトンらによるバンド「ザ・ジャムバンド」の演奏をスティーヴン・タイラーが観ており、彼らに新バンドを組む話を持ちかけた事が「エアロスミス」誕生の発端とされている。スティーブンはすでに別のバンド（「ザ・ストレンジャーズ」や「チェーン・リアクション」）でドラマー兼ボーカルとして活動しており、地域で知名度もあった。
この新バンドでスティーブンはフロントマンに徹し、ドラマーにジョーイ・クレイマー、もう1人のギタリストにレイモンド・タバーノ（1946〜）が加入し活動がスタート。バンド名はジョーイが高校時代からイメージしていたバンド名にちなんで「エアロスミス」に決まった。バンドロゴはレイモンドの原案が採り入れられた。
しかし、翌1971年にレイモンドが脱退。バンドは新たなギタリストとしてバークリー音楽大学を卒業し、複数のバンドでの経験もあるブラッド・ウィットフォードを迎えることになり、オリジナルメンバーが揃うことになる。
はじめはカバー曲中心のパーティバンドのような活動をしていたが、ボストンの「フェンウェイ・シアター」支配人からの紹介により地元有力プロモーターに出会い、マネジメント契約を結ぶ。その後、マネジメント会社の交渉により1972年夏にコロムビア・レコードとの契約が成立した。こうしてエアロスミスはデビューする足掛かりを掴んだ。

### 1973年（デビュー） - 1977年
1973年1月、1stアルバム『野獣生誕』でデビュー。アルバム収録曲の「ドリーム・オン」がアメリカ東海岸地区のロック系ラジオを中心として注目され、同曲をシングルカット。全米チャート59位（Billboard Hot 100）まで上昇するヒットとなる。
1974年3月、2ndアルバム『飛べ!エアロスミス』を発表。1年以上に渡って全米チャート200位圏内（Billboard 200）に入り続ける、ロングヒット作品になった。プロデューサーはジャック・ダグラスが担当した。

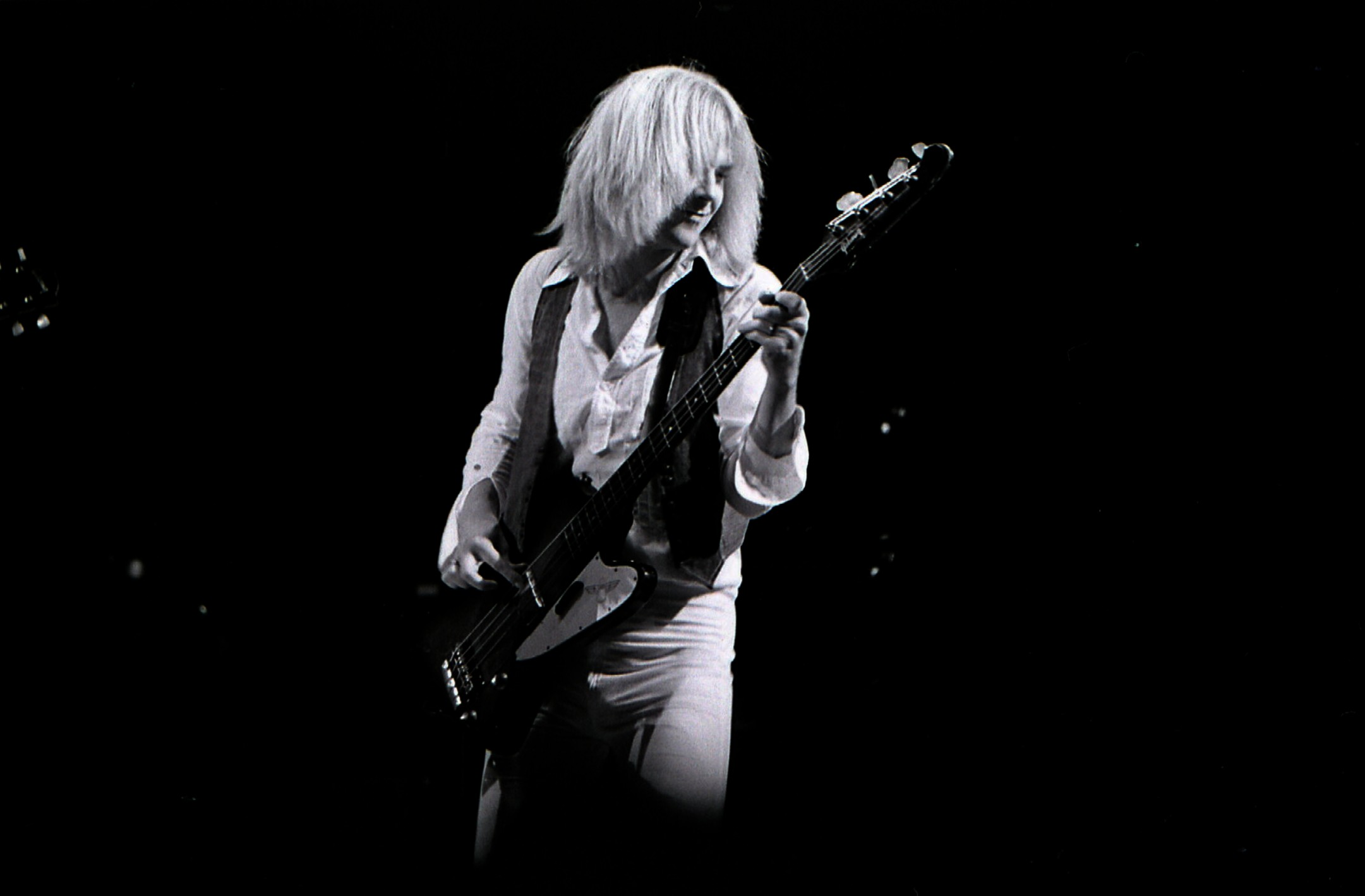
トロント公演で演奏するトム・ハミルトン（1975年）

1975年4月、3rdアルバム『闇夜のヘヴィ・ロック』を発表。「ウォーク・ディス・ウェイ」や「スウィート・エモーション」もシングルヒットし、アルバムも全米チャート11位（Billboard 200）まで上昇。バンド初のプラチナ・ディスクを獲得した。この勢いで前2作のアルバムのセールスも上がり、シングル「ドリーム・オン」は再発売されて全米チャート6位（Billboard Hot 100）まで上昇した。なお、日本では同年5月に『飛べ!エアロスミス』が発売されて日本デビューとなった。
1976年4月、全米ツアー開始。ニューヨークのマディソン・スクエア・ガーデンでのライブも開催。5月には4thアルバム『ロックス』を発表。全米アルバムチャート3位（Billboard 200）を記録し、「ラスト・チャイルド」、「ホーム・トゥナイト」、「バック・イン・ザ・サドル」もシングルヒットする。日本でも彼らの知名度は上がり、「クイーン」、「キッス」らと並び“３大バンド”の1つとして人気を博した。10月には初のヨーロッパツアーを開始。翌1977年2月には初の日本ツアーも行っている。また前座にはBOWWOWが参加した。

### 1977年 - 1983年
人気の拡大とともにバンド活動には2度目のヨーロッパツアーを含む大規模なツアーが組み込まれ、その合間に次作のレコーディングが行われるという過酷なスケジュールになり、以前から使用していたとされるドラッグも使用頻度が増していった（薬物乱用）。そのような中、1977年12月に5thアルバム『ドロー・ザ・ライン』を発表。全米チャート11位（Billboard 200）のヒットとなる。1978年3月にはロック・フェスティバル「カリフォルニア・ジャム2」でヘッドライナーを務め、同年7月から公開されたビートルズのアルバム『サージェント・ペパーズ・ロンリー・ハーツ・クラブ・バンド』を取り上げた同名タイトルの映画にも出演。ジョージ・マーティンをプロデューサーに迎え、「カム・トゥゲザー」をカバーするなど精力的な活動が続いていた。しかし、バンド内ではスティーヴンとジョーの関係悪化が進み、ステージ上で小突き合いまでしていた。さらに、バンド内に蔓延しているドラッグ癖が次作のアルバム制作にまで影響を及ぼす状況になっていた。そして、1979年7月のロック・フェスティバル『ワールド・シリーズ・オブ・ロック』出演後に些細な出来事からバンド内で大喧嘩が起こり、ジョーがバンドを脱退する事態にまで発展した。
同年11月、ジョーは新たに「ジョー・ペリー・プロジェクト」を立ち上げてライブ活動を始め、バンドはジョーに代わるギタリストとしてジミー・クレスポを加入しアルバム制作を続行し、制作途中であった6thアルバム『ナイト・イン・ザ・ラッツ』を完成させた（プロデューサーはゲイリー・ライオンズ）。
1980年3月、ジョー・ペリー・プロジェクトが1stアルバム『熱く語れ!』を発表。一方、スティーヴンの負傷などにより活動が停滞していたバンドは、10月に初のベスト・アルバム『グレイテスト・ヒッツ』を発表する。
1981年8月、ブラッドがデレク・セント・ホルムズとアルバム『ウィットフォード／セント・ホムルズ』を発表しバンドから脱退する。また、ジョー・ペリー・プロジェクトは2ndアルバム『忘れじのロックン・ロール』を発表する。
1982年8月、ブラッドに代わるギタリストにリック・デュファイを迎えて7thアルバム『美獣乱舞』を発表。
1983年9月、ジョー・ペリー・プロジェクト3rdアルバム『いつまでも熱く』発表。

### 1984年 - 1996年
1984年2月、エアロスミスのボストン公演をジョーとブラッドが訪れる。後日・話し合いの場が持たれてオリジナルメンバーでの再活動が決まり、諸条件（ドラッグ、アルコールからの脱却とマネジメントの刷新）を整えてツアーを開始。レコードレーベルはゲフィン・レコードに移籍する。
1985年11月、プロデューサーにテッド・テンプルマンを迎えた8thアルバム『ダン・ウィズ・ミラーズ』を発表。
1986年、Run-D.M.C.が「ウォーク・ディス・ウェイ」をカバー。スティーヴンとジョーがレコーディングに参加しミュージック・ビデオにも出演した。このシングルは全米チャート4位（Billboard Hot 100）のヒットとなり、エアロスミスが音楽シーンにカム・バックしていくきっかけになった。
1987年8月、プロデューサーにブルース・フェアバーンを迎えた9thアルバム『パーマネント・ヴァケイション』発表。全米チャート11位（Billboard 200）を記録し、「エンジェル」、「ラグ・ドール」のシングルもヒットした。翌1988年6月には11年ぶりとなる日本ツアーを行った。
1989年9月、10thアルバム『パンプ』を発表。全米チャート5位（Billboard 200）を記録し、売り上げにおいては、米国だけで700万枚、世界で1100万枚を超える大ヒット作となる。また「エレヴェイター・ラブ」、「ジェイニーズ・ガット・ア・ガン」、「アザー・サイド」、「ホワット・イット・テイクス」のシングルもヒットした。また、12年ぶりとなるヨーロッパツアーや初のオーストラリアツアーも行われた。
1990年、グラミー賞で「ジェイニーズ・ガット・ア・ガン」が「ベスト・ロック・パフォーマンス」を受賞。MTV Video Music Awardsでも「ヴューワーズ・チョイス」などを受賞。同年9月には日本ツアーを開催。
1991年、MTV Video Music Awardsで「アザー・サイド」が「ベスト・メタル／ハードロック・ビデオ」を受賞。初のボックス・セット『パンドラの箱』を発表する。
1993年、1度レコーディングしていた曲を聴き込み、それらの曲を一旦破棄し、改めて制作した楽曲をレコーディングするなどして熟考を重ねた、11thアルバム『ゲット・ア・グリップ』を発表。バンド初の全米チャート1位（Billboard 200）を獲得し、世界中のメインチャートでもTOP３入り（スイス1位、イギリス2位、オランダ2位、オーストリア3位、ドイツ3位、オーストラリア3位等）し、結果、前作を超える1600万枚以上の大ヒット作となった。同アルバムからは、「リヴィング・オン・ジ・エッジ」、「クライン」、「クレイジー」、「アメイジング」等のシングルも、立て続けにヒットした。MTV Video Music Awardsでは「リヴィング・オン・ジ・エッジ」が「ヴューワーズ・チョイス」を受賞。同タイトルは、翌1994年の第36回グラミー賞でも「ベスト・ロック・パフォーマンス」を受賞。また、「クライン」がMTV Video Music Awardsの最優秀賞に当たる「ビデオ・オブ・ザ・イヤー」を含む、3部門でそれぞれ受賞したさらに翌年「クレイジー」が、第37回グラミー賞で「ベスト・ロック・パフォーマンス」を受賞している。また、同年に開催された日本ツアーでは、横浜・大阪・広島・福岡・名古屋等の各地での公演に続けて、日本武道館で計7日間の公演などを行い、初の南米ツアーも行われた。11月にはゲフィン・レコード期から選曲したベスト・アルバム『ビッグ・ワンズ』を発表する。

### 1997年 - 2004年
1997年3月、レコードレーベルがデビュー当時に所属していたコロムビア・レコードに変わり、プロデューサーにケヴィン・シャーリーを迎えた12thアルバム『ナイン・ライヴズ』を発表。前作に続き全米チャート1位（Billboard 200）を獲得した。なお、当初のディスクジャケットはヒンドゥー教徒からの反感を買いかねないということで、デザインが変更されている。翌1998年の日本ツアーでは、“海外アーティスト初”となる4大ドームツアーを開催した（名古屋・大阪・福岡・東京〈2回〉のドーム球場に加え、さらに追加公演として横浜アリーナ公演も2回行った）。また、同年に公開されたスティーブンの長女で女優のリブ・タイラーがヒロインを務めたハリウッド大作『アルマゲドン』のテーマ曲に使用された「ミス・ア・シング」が、バンド史上初となる全米シングルチャート1位（Billboard Hot 100）を獲得し、4週連続1位の大ヒットとなった。同タイトルは、MTV Video Music Awardsに於いて「ベスト・ビデオ・フロム・ア・フィルム」を受賞した。同年10月にはライブ・アルバム『ア・リトル・サウス・オブ・サニティ』を発表した。

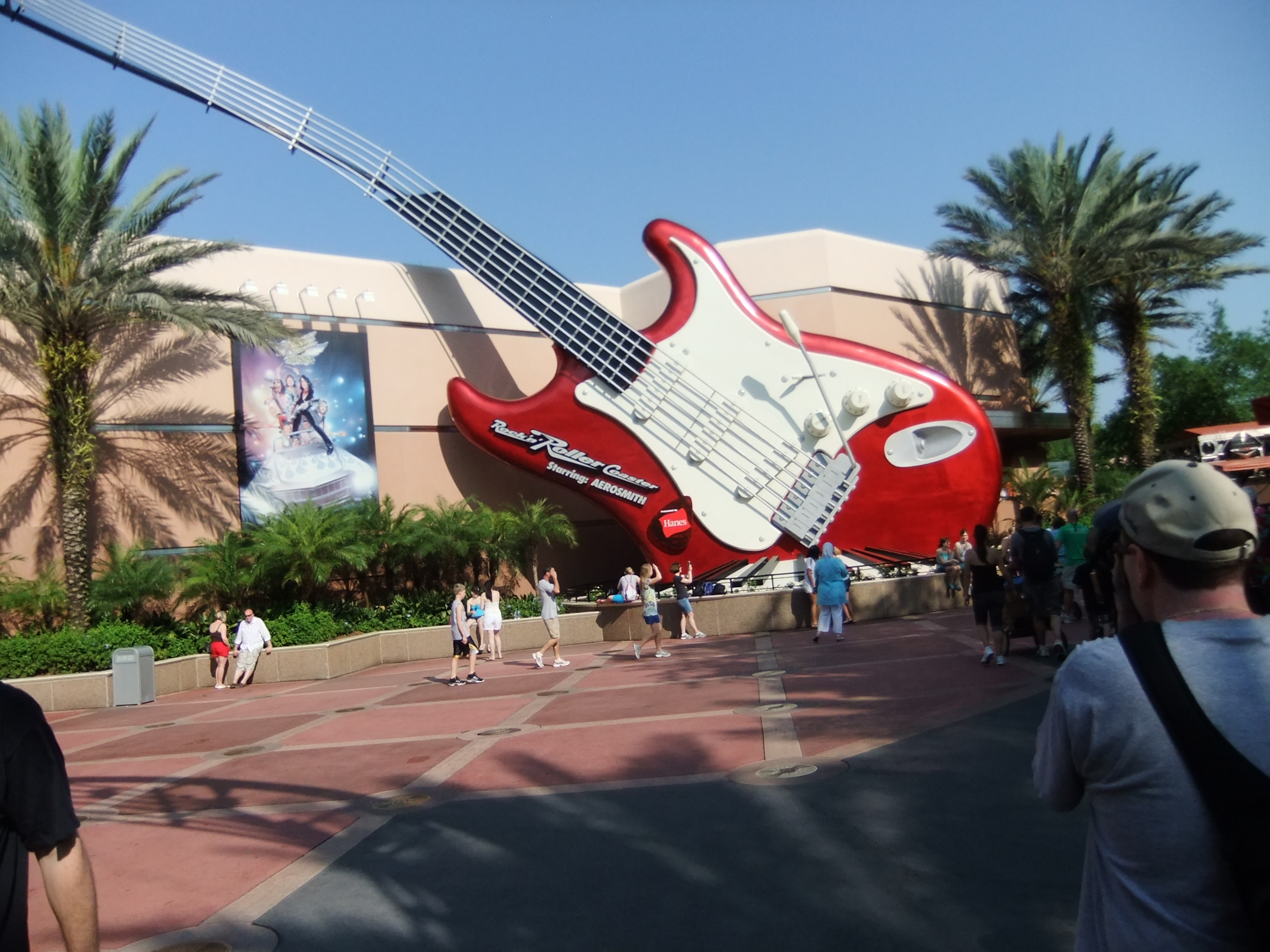
ディズニー・ハリウッド・スタジオ内のロックンローラー・コースター（2011年）

1999年、第41回グラミー賞で「ピンク」が「ベスト・ロック・パフォーマンス」を受賞。7月にはアメリカフロリダ州のウォルト・ディズニー・ワールド・リゾート内の「ディズニー・ハリウッド・スタジオ」にエアロスミスをフィーチャーしたアトラクション「ロックンローラー・コースター」がオープンする。年末には再び来日し、バックチェリー、MR. BIGを前座に迎えた大阪ドームでのミレニアム・カウントダウンライブを含む、2年連続となる4大ドームツアーを開催した。
2001年1月、アメリカン・ミュージック・アワードから「アワード・オブ・アチーブメント」（功労賞）を受賞し、授賞式で新曲「ジェイディッド」を披露。『第35回スーパーボウル』のハーフタイムショーにも出演した。3月には13thアルバム『ジャスト・プッシュ・プレイ』を発表。全米チャート2位（Billboard 200）を記録した。また同年、バンドは「ロックの殿堂」入りを果たした。10月、テクモがゲームソフト『デッド オア アライブ3』においてエアロスミスとの楽曲仕様契約を締結したことを発表。エアロスミスは「ナイン・ライヴス」、「ホーム・トゥナイト」、「アメイジング」を提供した。
2002年1月、日本ツアー開催（3度目となる4大ドームツアー）。5月に公開された映画『スパイダーマン』サウンドトラックで「スパイダーマンのテーマ」をカバーした。6月に再び来日し、『2002 FIFAワールドカップ』のオフィシャルコンサートに出演。アンコールで、前座で出演したB'zと共演し「トレイン・ケプト・ア・ローリン」を披露した。7月にはレーベルの垣根を越えたベスト・アルバム『アルティメイト・エアロスミス・ヒッツ』を発表。
2003年、全米でキッスとのジョイントツアーを開催した。
2004年3月、彼らのルーツとなるブルース作品のカバーアルバム『ホンキン・オン・ボーボゥ』を発表。共同プロデューサーとしてジャック・ダグラスが『ドロー・ザ・ライン』以来となるアルバム制作に関与した。7月には日本ツアーを開催（広島公演はスティーヴンの怪我により中止された）。ロック・フェスティバル『POCARI SWEAT BLUE WAVE THE ROCK ODYSSEY 2004』にヘッドライナーとしても出演した。ツアー終了後は長期休暇をとる予定であることが伝えられた。

### 2005年 -

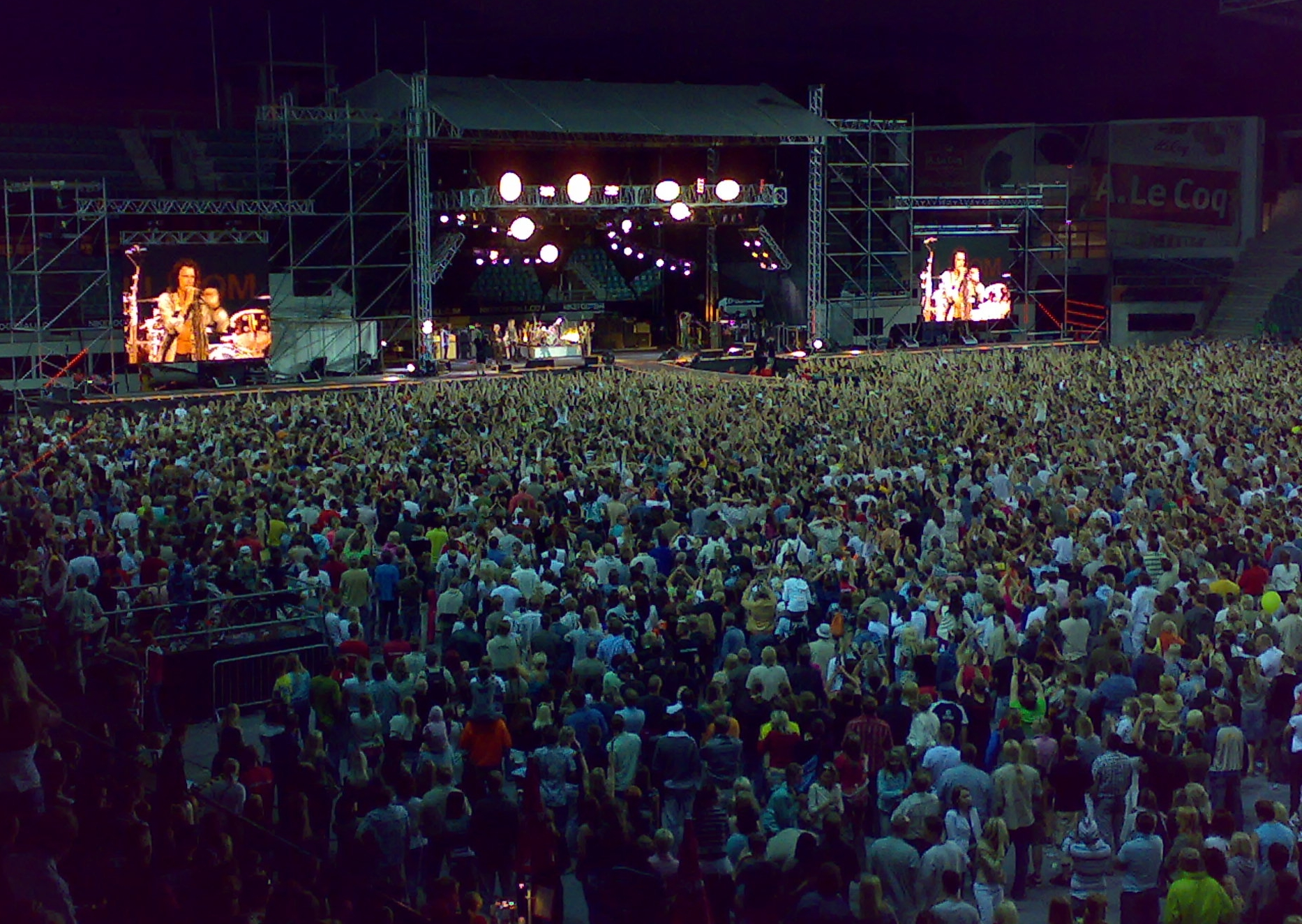
2007年7月5日タリン公演の様子

新作の発表はしばらくなかったがライブ活動は不定期的に行われており、ライブ・アルバム『ロッキン・ザ・ジョイント』発表後は北米ツアーを行い、2007年には南米・中東・ヨーロッパを含むツアーを行った。しかし、各メンバーに病気や怪我によるツアーの途中キャンセルや一時離脱が続いた。ソロ活動としては、2005年にジョーが初のソロ名義となるアルバム『ジョー・ペリー』を発表。2009年には『ハヴ・ギター、ウィル・トラヴェル』を発表。ジョー・ペリー・プロジェクト名義で北米ツアーも行った。この頃、バンド活動を休みたいスティーヴンとバンド活動に長期間の空白を作りたくないメンバー間に軋轢が生じていた。
2010年5月から9月までツアーを開催するものの、スティーヴンはアメリカのオーディション番組『アメリカン・アイドル (シーズン10)』の審査員を務め（引き続き『アメリカン・アイドル (シーズン11)』の審査員も務めた）、シングル「LOVE LIVES」（映画『SPACE BATTLESHIP ヤマト』主題歌）を発表するなどのソロ活動を行い、一時期は“スティーヴン脱退説”や“エアロスミスが新たなシンガー模索中”などのニュースが流れることになった。2011年に南米からツアーがスタートし、11月には7年ぶりとなる日本公演も行った。

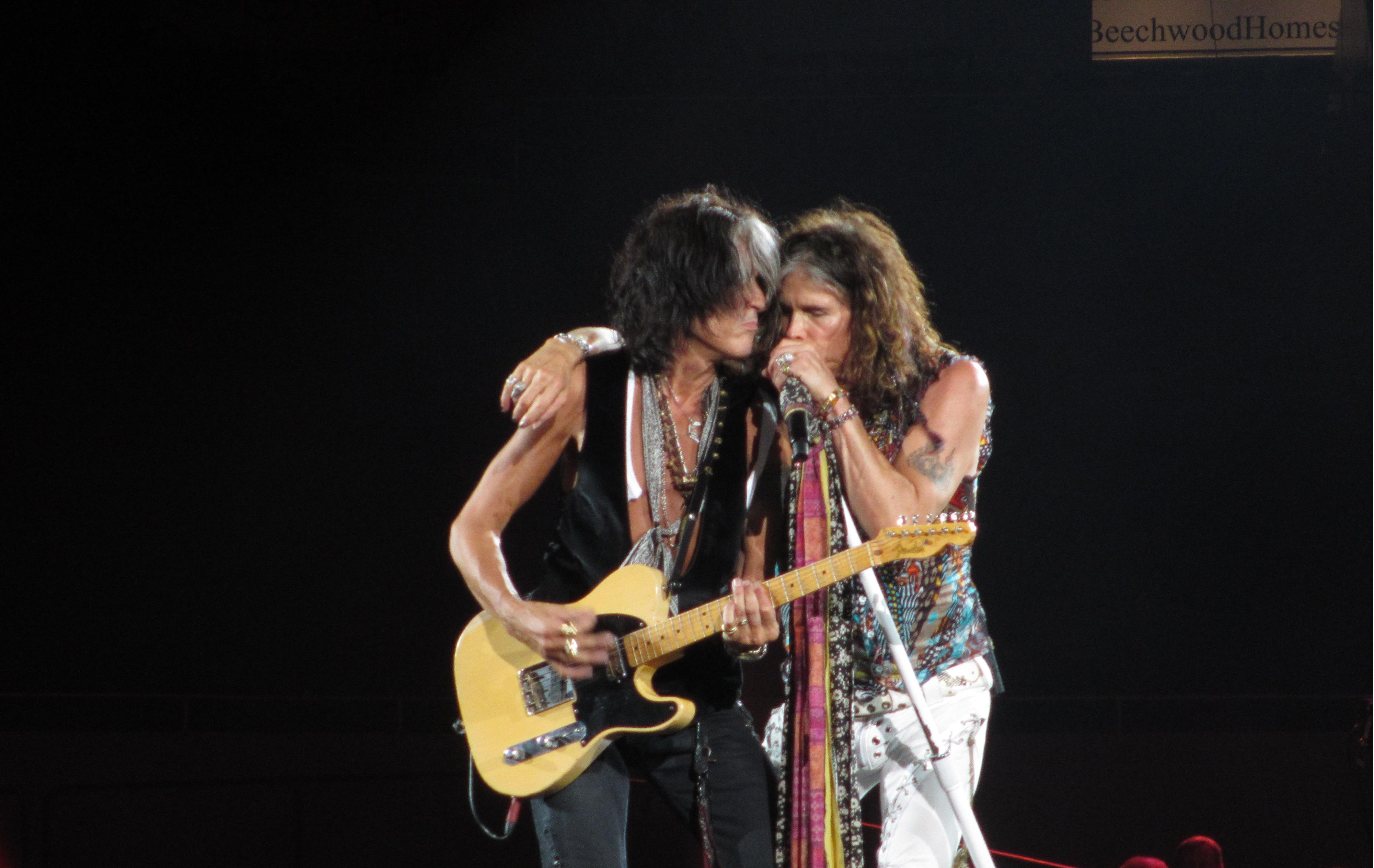
2012年7月1日ナッソー公演でのスティーヴンとジョー

2012年11月、発売延期を経て『ジャスト・プッシュ・プレイ』以来、実に11年振りとなるスタジオ・アルバム『ミュージック・フロム・アナザー・ディメンション!』を発表。
2013年7月にリリースされたバディ・ガイのアルバム『リズム&ブルース』に、スティーヴン、ジョー、ブラッドの3人がゲスト参加した曲「イーヴィル・ツイン」が収録される。同年8月に日本公演を開催。QVCマリンフィールド公演では、同時期に同会場で開催されていたサマーソニックに因んで“AEROSONIC”と題し、エアロスミスとB'zの2組のバンドによるロック・フェスという形で開催し、「ママ・キン」を、先に出演を終えたB'zと披露した。また大阪公演の際に、梅田にてストリートライブを行っていたバンド・イーゼル芸術工房とセッションし、翌日のジャパンツアーファイナルに招待したことが話題となった。
2016年6月、スティーヴンがラジオ番組「ハワード・スターン・ショウ」に出演し、翌2017年にライブツアー（フェアウェル・ツアー）を行った後に解散すると発言した。この発言に対し、ジョーが「ローリング・ストーン」誌の取材で「フェアウェル・ツアーをやることを想像したことなど一度もない」と否定していたが、11月14日・バンド側からフェアウェル・ツアーを行うことが正式に発表された。
2020年1月、MusiCares Galaにてミュージケアーズ・パーソン・オブ・ザ・イヤーを受賞。式内でバンドは「ビッグ・10インチ・レコード」「ドリーム・オン」「スウィート・エモーション」「トレイン・ケプト・ア・ローリン」を演奏した。その内「ドリーム・オン」ではH.E.R.が、「トレイン・ケプト・ア・ローリン」ではアリス・クーパーとジョニー・デップがゲスト参加した。また同式では、エアロスミスの功績を称えるスペシャルライブが開催され、サミー・ヘイガー、チープ・トリック、フー・ファイターズ、ヌーノ・ベッテンコート、ゲイリー・クラーク・ジュニア、ジョン・レジェンド、メリッサ・エスリッジ、リアン・ライムス、オリアンティ、ジェシー・J、ジョナス・ブラザーズ、ケシャ、ヨラなどが、それぞれエアロスミスの楽曲を演奏した。また２日後、同月26日に開催された第62回グラミー賞授賞式に特別ゲストとして出演し、「リヴィング・オン・ザ・エッジ」「ウォーク・ディス・ウェイ」を演奏し、「ウォーク・ディス・ウェイ」にはRun-D.M.C.が参加した。
2021年8月23日・ユニバーサル・ミュージックと全世界的パートナーシップを結んだことを発表。これにより米コロムビア時代の作品を含む全作品がユニバーサル・ミュージックに集約されることになる。同年11月26日のレコード・ストア・デイには、未発表のリハーサル音源を収録した7曲入りのコンピレーション『1971 : The Road Stars Hear』をアナログ盤（1万枚限定プレス）とカセットテープ（2000本限定生産）で発売した。
2022年3月、2022年内に予定されているラスベガスでの長期公演『Deuces Are Wild』の全公演にドラムのジョーイ・クレイマーが不参加となることを発表。代役はジョン・ダグラスが務める。
2022年4月8日・2021年11月のレコード・ストア・デイにアナログ盤/カセットテープで限定発売された未発表音源集『1971 : The Road Stars Hear』をCDとデジタル配信で全世界発売。（ただし日本盤は4月20日にSHM-CDとデジタル配信で発売。）。
2022年5月24日・スティーヴン・タイラーが依存症のリハビリ施設へ入所することになったため、翌月から開始予定だったラスベガスでの長期公演を中止することを発表。7月、1ヶ月以上に渡り入所していたリハビリ施設から退所。
2022年9月4日・約2年半ぶりとなるライブをメイン州バンゴーで開催。ドラムは不参加のクレイマーに代わりジョン・ダグラスが務めた。
2022年12月2日・スティーヴン・タイラーの体調不良を理由に12月2日・5日に予定されていたラスベガスでの長期公演を中止にすることを発表。さらに12月8日には、当日の公演と11日に予定されていた公演中止も追加発表された。
2023年5月1日・フェアウェル・ツアー『Peace Out』を9月から行うことをオフィシャル・サイトにて発表した。なおこのツアーもドラムのジョーイ・クレイマーは不参加となる。また8月18日には、デビュー50周年を記念したオールタイム・ベスト『グレイテスト・ヒッツ (Greatest Hits)』が全世界同時発売された。その後、5月に開催が予告されていた最後のツアー『Peace Out』を9月2日の米・フィラデルフィア公演からスタートさせたが、9月11日にバンドのSNSを通じて、スティーヴン・タイラーが声帯を痛めてしまったため、翌12日から27日までに予定されていた全6公演を2024年1月以降に延期し、ツアーを一ヶ月間中断することを発表。その後9月末にSNSを通じて、スティーヴンの喉の具合が想定より深刻であるとの理由で、前述の6公演以外の全日程も2024年に延期することを発表した。
2023年11月、ユニバーサルミュージックより、鳴門鯛焼本舗とのコラボレーションでグレイテスト・ヒッツをカバーにあしらったりんごたい焼きを期間限定販売することが発表された。。
2024年8月3日・スティーヴンの声帯損傷が回復しないことから、ツアー活動から引退することを公表。延期になっていたフェアウェル・ツアー『Peace Out: The Farewell Tour』は中止となった。

## 主な楽曲
「ドリーム・オン」
1973年のデビュー・アルバム『野獣生誕』からのリカット。アルバムのセールスは思わしくなかったものの、「ドリーム・オン」はボストン周辺で高い支持を得ていた。その後、バンドのブレイクとともに再発売され、1976年には全米チャート6位（Billboard Hot 100）まで上昇した。後に、ライヴ・バージョンが映画『ラスト・アクション・ヒーロー』サウンドトラックに提供された。Xboxで発売されているテクモの3D格闘ゲーム『デッド オア アライブ アルティメット』挿入歌としても使用されている。レインボーやブラック・サバスのヴォーカリストだったロニー・ジェイムズ・ディオは、イングヴェイ・マルムスティーンとともに、「ドリーム・オン」をエアロスミスのトリビュート・アルバムでカバーした。
『ローリング・ストーンの選ぶオールタイム・グレイテスト・ソング500』において173位にランクインしている。
「トレイン・ケプト・ア・ローリン」
『飛べ!エアロスミス』収録。彼らが若い頃から憧れ尊敬しているバンド、ヤードバーズの孫カヴァー曲（原曲は1950年代に活躍したマルチ・ミュージシャン、タイニー・ブラットショー作）でありながら、エアロスミスの代表曲の1つになっている。ライヴでは定番の曲として披露される事が多い。
1990年、Monsters of rock festival 1990に出演した際に、元ヤードバーズ、レッド・ツェッペリンのジミー・ペイジが飛び入り参加し、エアロスミスの演奏で、この曲と「Walk This Way」を共演し、以降も何かと共演や関係の続く二者間の、公の場における初共演となった。その際、スティーブン・タイラーが「Train Kept a Rollin'」を「Stroll On！」と紹介したが、それは、ヤードバーズが映画『欲望』でこの曲を使用した際に、著作権の問題でタイトルを「Stroll On」に変え、歌詞も変更しての映画内演奏となったが、演奏そのものは素晴らしく、その劇的な演奏シーンに、当時スティーブンやジョーが大いにインスピレーションを受けたことを、英国ドニントンのステージ上で実に20年以上を経て尚、敬意と感謝の念をジミー・ペイジ、延いてはジェフ・ベック等、ヤードバーズメンバーに伝えたかった思いからの「Stroll On！」との発言であり、自分たちがどんなに名声を得ようとも、初心や先人たちへの敬意を忘れない、エアロスミスの時に愚直すぎるほどの実直さを顕す結果となった。また、直後の1990年8月20日には、ロンドンのライブハウス「マーキー・クラブ」でシークレット・ライブを行った際に、再びジミー・ペイジがジョイントし、ヤードバーズ、レッド・ツェッペリン、ジミ・ヘンドリックス等の曲を共演した。
2009年には、「ロックの殿堂」入り授賞式恒例のオールスター・フィナーレでジョーが元ヤードバーズのジェフ・ベックとジミー・ペイジ、さらにロン・ウッド、フリーやメタリカとともに「トレイン・ケプト・ア・ローリン」を演奏した。
「スウィート・エモーション」
1975年発表の3rdアルバム『闇夜のヘヴィ・ロック』収録。アルバム発売翌月にリカットされ全米チャート36位（Billboard Hot 100）を記録した。
『ローリング・ストーンの選ぶオールタイム・グレイテスト・ソング500』において416位にランクインしている。
「ウォーク・ディス・ウェイ」
1975年発表の3rdアルバム『闇夜のヘヴィ・ロック』収録。1977年にリカットされ全米チャート10位（Billboard Hot 100）を記録した。
ラップ・ロックの先駆的な楽曲であり、1986年にRun-D.M.C.によるカバー曲が全米チャート4位（Billboard Hot 100）を記録するヒットとなった。このカバーにはスティーヴンとジョーも参加している。
日本では日本テレビ系列のバラエティ番組『踊る!さんま御殿!!』メインテーマとして使用されている。
『ローリング・ストーンの選ぶオールタイム・グレイテスト・ソング500』において336位にランクインしている。
「バック・イン・ザ・サドル」
4thアルバム『ロックス』1曲目に収録。シングルは全米チャート38位（Billboard Hot 100）を記録している。ライブでもオープニングを飾ることが多く、ライブ・アルバム『ライヴ・ブートレッグ』、『ライブ・クラシックスII』でも1曲目に収録されている。
1984年にジョーとブラッドが復帰してからの再始動ツアーのタイトルにもなった。
「ドロー・ザ・ライン」
1977年発表の5thアルバム『ドロー・ザ・ライン』タイトル曲。シングルは全米チャート42位（Billboard Hot 100）を記録している。ジョーによるスライド・ギターが印象的で、曲後半でのスティーヴンによるほぼシャウトと言える歌唱パートがある。
「デュード」
1987年発表の9thアルバム『パーマネント・ヴァケイション』収録。アルバムからの第1弾シングルとして発表され、シングルは全米チャート14位（Billboard Hot 100）を記録している。キッスやボン・ジョヴィなど多くのアーティストを手掛けてきたデズモンド・チャイルドと共作した1曲。
「エンジェル」
1987年発表の9thアルバム『パーマネント・ヴァケイション』収録。スティーブンとデズモンド・チャイルドとの共作曲で、1988年に全米チャート3位（Billboard Hot 100）を記録するヒットとなった。
日本では2005年にフジテレビ系列の月9ドラマ『エンジン』オープニングテーマに使用された。
「エレヴェーター・ラヴ」
1989年発表の10thアルバム『パンプ』収録。リカットされて全米チャート5位（Billboard Hot 100）を記録した。
「ジェイニーズ・ガット・ア・ガン」
1989年発表の10thアルバム『パンプ』収録。スティーブンとトムによる共作曲で、バンド史上初のグラミー賞受賞曲となった。児童虐待や銃社会が歌詞のテーマになっている。全米チャート4位（Billboard Hot 100）を記録した。
「フォーリング・イン・ラヴ」
1997年発表の12thアルバム『ナイン・ライヴズ』の先行シングル。全米チャート35位（Billboard Hot 100）を記録する。ミュージック・ビデオがMTV Video Music Awardsの「ベスト・ロック・ビデオ」を受賞した。
「ミス・ア・シング」
映画『アルマゲドン』主題歌。楽曲はダイアン・ウォーレン作。バンド史上初となる全米シングルチャート1位（Billboard Hot 100）を獲得（初登場1位から4週連続首位）。第71回アカデミー賞「歌曲賞」部門にノミネートされ、MTV Video Music Awardsの「ベスト・ビデオ・フロム・ア・フィルム」を受賞した。その他にも、アメリカの番組で「アメリカ人が選ぶ名曲ベスト100」にて6時間に渡る生放送でマイケルジャクソンを抜き、第1位に選ばれた。後日日本でも6時間に渡りBS-hiで放送された。
ミュージック・ビデオでは映画の映像が所々で使用されており、映画と同様にスティーヴンの娘であるリヴ・タイラーも出演している。また、映画のクライマックスシーンである父と娘の最期の会話シーンがミュージック・ビデオの最後で再現されており、スティーヴンとリヴの本物の親子が共演する形となった。
「ジェイディッド」
2001年発表の13thアルバム『ジャスト・プッシュ・プレイ』収録。全米チャート7位（Billboard Hot 100）を記録した。ミュージック・ビデオにはミラ・クニスが出演している。ビルボード・ミュージック・アワードの「ベスト・ハード・ロック・クリップ・オブ・ザ・イヤー」を受賞した。
2004年には日本コカ・コーラのCMソングに使用されている。

## ディスコグラフィ

### スタジオ・アルバム
| 発売年                              | タイトル （原題）                                                                 | レコード会社                                    | チャート最高位 | チャート最高位 | チャート最高位 | チャート最高位 | チャート最高位 | チャート最高位 | チャート最高位 | ゴールドディスク                                                         |
| 発売年                              | タイトル （原題）                                                                 | レコード会社                                    | US             | CAN            | UK             | GER            | NLD            | AUS            | JPN            | ゴールドディスク                                                         |
| ----------------------------------- | --------------------------------------------------------------------------------- | ----------------------------------------------- | -------------- | -------------- | -------------- | -------------- | -------------- | -------------- | -------------- | ------------------------------------------------------------------------ |
| 1973年                              | 野獣生誕 （Aerosmith）                                                            | ソニー・ミュージック （コロムビア・レコード）   | 21             | —              | —              | —              | —              | —              | —              | * RIAA：2×プラチナム                                                     |
| 1974年                              | 飛べ!エアロスミス （Get Your Wings）                                              | ソニー・ミュージック （コロムビア・レコード）   | 74             | —              | —              | —              | —              | —              | —              | * RIAA：3×プラチナム                                                     |
| 1975年                              | 闇夜のヘヴィ・ロック （Toys in the Attic）                                        | ソニー・ミュージック （コロムビア・レコード）   | 11             | —              | —              | —              | —              | —              | —              | * RIAA：8×プラチナム                                                     |
| 1976年                              | ロックス （Rocks）                                                                | ソニー・ミュージック （コロムビア・レコード）   | 3              | —              | —              | —              | —              | —              | —              | * RIAA：4×プラチナム                                                     |
| 1977年                              | ドロー・ザ・ライン （Draw the Line）                                              | ソニー・ミュージック （コロムビア・レコード）   | 11             | —              | —              | —              | —              | —              | —              | * RIAA：2×プラチナム                                                     |
| 1979年                              | ナイト・イン・ザ・ラッツ （Night in the Ruts）                                    | ソニー・ミュージック （コロムビア・レコード）   | 14             | —              | —              | —              | —              | —              | —              | * RIAA：プラチナム                                                       |
| 1982年                              | 美獣乱舞 （Rock in a Hard Place）                                                 | ソニー・ミュージック （コロムビア・レコード）   | 32             | —              | —              | —              | —              | —              | —              | * RIAA：ゴールド                                                         |
| 1985年                              | ダン・ウィズ・ミラーズ （Done with Mirrors）                                      | ユニバーサルミュージック （ゲフィン・レコード） | 36             | —              | —              | —              | —              | —              | —              | * RIAA：ゴールド                                                         |
| 1987年                              | パーマネント・ヴァケイション （Permanent Vacation）                               | ユニバーサルミュージック （ゲフィン・レコード） | 11             | —              | 37             | —              | —              | 42             | —              | * RIAA：5×プラチナム * BPI：ゴールド                                     |
| 1989年                              | パンプ （Pump）                                                                   | ユニバーサルミュージック （ゲフィン・レコード） | 5              | —              | 3              | —              | 33             | 1              | 10             | * RIAA：7×プラチナム * BPI：シルバー * BVMI：ゴールド                    |
| 1993年                              | ゲット・ア・グリップ （Get a Grip）                                               | ユニバーサルミュージック （ゲフィン・レコード） | 1              | —              | 2              | 3              | 2              | 3              | 7              | * RIAA：7×プラチナム * BPI：プラチナム * BVMI：プラチナム                |
| 1997年                              | ナイン・ライヴズ （Nine Lives）                                                   | ソニー・ミュージック （コロムビア・レコード）   | 1              | 2              | 4              | 3              | 17             | 13             | 3              | * RIAA：2×プラチナム * BPI：ゴールド * BVMI：ゴールド * RIAJ：2×プラチナ |
| 2001年                              | ジャスト・プッシュ・プレイ （Just Push Play）                                     | ソニー・ミュージック （コロムビア・レコード）   | 2              | 2              | 7              | 6              | 32             | 27             | 4              | * RIAA：プラチナム * BPI：シルバー * RIAJ：2×プラチナ                    |
| 2004年                              | ホンキン・オン・ボーボゥ （Honkin' on Bobo）                                      | ソニー・ミュージック （コロムビア・レコード）   | 5              | 5              | 28             | 32             | 64             | —              | 6              | * RIAA：ゴールド * RIAJ：ゴールド                                        |
| 2012年                              | ミュージック・フロム・アナザー・ディメンション! （Music from Another Dimension!） | ソニー・ミュージック （コロムビア・レコード）   | 5              | 6              | 14             | 7              | 33             | 30             | 6              |                                                                          |
| "—"は、チャートイン不明な場合を表す |                                                                                   |                                                 |                |                |                |                |                |                |                |                                                                          |

### ライブ・アルバム
| 発売年                              | タイトル （原題）                                               | レコード会社                                    | チャート最高位 | チャート最高位 | チャート最高位 | チャート最高位 | チャート最高位 | チャート最高位 | チャート最高位 | ゴールドディスク                    |
| 発売年                              | タイトル （原題）                                               | レコード会社                                    | US             | CAN            | UK             | GER            | NLD            | AUS            | JPN            | ゴールドディスク                    |
| ----------------------------------- | --------------------------------------------------------------- | ----------------------------------------------- | -------------- | -------------- | -------------- | -------------- | -------------- | -------------- | -------------- | ----------------------------------- |
| 1978年                              | ライヴ・ブートレッグ （Live! Bootleg）                          | ソニー・ミュージック （コロムビア・レコード）   | 13             | —              | —              | —              | —              | —              | —              | * RIAA：プラチナム                  |
| 1986年                              | ライヴ・クラシックス （Classics Live I）                        | ソニー・ミュージック （コロムビア・レコード）   | ―              | —              | —              | —              | —              | —              | —              | * RIAA：プラチナム                  |
| 1987年                              | ライヴ・クラシックスII （Classics Live II）                     | ソニー・ミュージック （コロムビア・レコード）   | ―              | —              | —              | —              | —              | —              | —              | * RIAA：ゴールド                    |
| 1998年                              | ア・リトル・サウス・オブ・サニティ （A Little South of Sanity） | ユニバーサルミュージック （ゲフィン・レコード） | 12             | 6              | 36             | 21             | 34             | —              | 3              | * RIAA：プラチナム * RIAJ：プラチナ |
| 2005年                              | ロッキン・ザ・ジョイント （Rockin' the Joint）                  | ソニー・ミュージック （コロムビア・レコード）   | 24             | —              | —              | —              | —              | —              | 16             |                                     |
| "—"は、チャートイン不明な場合を表す |                                                                 |                                                 |                |                |                |                |                |                |                |                                     |

### コンピレーション・アルバム
| 発売年                              | タイトル （原題）                                                                      | レコード会社                                    | チャート最高位 | チャート最高位 | チャート最高位 | チャート最高位 | チャート最高位 | チャート最高位 | チャート最高位 | ゴールドディスク                                                         |
| 発売年                              | タイトル （原題）                                                                      | レコード会社                                    | US             | CAN            | UK             | GER            | NLD            | AUS            | JPN            | ゴールドディスク                                                         |
| ----------------------------------- | -------------------------------------------------------------------------------------- | ----------------------------------------------- | -------------- | -------------- | -------------- | -------------- | -------------- | -------------- | -------------- | ------------------------------------------------------------------------ |
| 1980年                              | グレイテスト・ヒッツ （Aerosmith's Greatest Hits）                                     | ソニー・ミュージック （コロムビア・レコード）   | 43             | —              | —              | —              | —              | —              | —              | * RIAA：11×プラチナム                                                    |
| 1988年                              | ジェムズ （Gems）                                                                      | ソニー・ミュージック （コロムビア・レコード）   | 133            | —              | —              | —              | —              | —              | —              | * RIAA：ゴールド                                                         |
| 1991年                              | パンドラの箱 （Pandora's Box）                                                         | ソニー・ミュージック （コロムビア・レコード）   | 45             | —              | —              | —              | —              | —              | 21             | * RIAA：プラチナム                                                       |
| 1994年                              | パンドラズ・トイズ （Pandora's Toys）                                                  | ソニー・ミュージック （コロムビア・レコード）   | ―              | —              | —              | 52             | 41             | —              | 88             |                                                                          |
| 1994年                              | ビッグ・ワンズ （Big Ones）                                                            | ユニバーサルミュージック （ゲフィン・レコード） | 6              | —              | 7              | 5              | 8              | 12             | 5              | * RIAA：4×プラチナム * BPI：プラチナム * BVMI：ゴールド * RIAJ：プラチナ |
| 1997年                              | グレイテスト・ヒッツ1973-1988 （Aerosmith's Greatest Hits 1973-1988）                  | ソニー・ミュージック （コロムビア・レコード）   | —              | —              | —              | —              | —              | —              | 52             |                                                                          |
| 2001年                              | ヤング・ラスト （Young Lust: The Aerosmith Anthology）                                 | ユニバーサルミュージック （ゲフィン・レコード） | 191            | —              | 32             | 78             | —              | 48             | 37             | * RIAA：ゴールド * BPI：プラチナム                                       |
| 2002年                              | アルティメイト・エアロスミス・ヒッツ （O,Yeah!The Ultimate Aerosmith Hits）            | ソニー・ミュージック （コロムビア・レコード）   | 4              | —              | 6              | —              | 23             | —              | 3              | * RIAA：2×プラチナム * RIAJ：プラチナ                                    |
| 2006年                              | エアロスミス濃縮極極ベスト （Devils' Got a New Disguise - The Very Best of Aerosmith） | ソニー・ミュージック （コロムビア・レコード）   | 33             | —              | 19             | 80             | —              | 31             | 8              | * BPI：プラチナム * RIAJ：ゴールド                                       |
| 2011年                              | タフ・ラヴ：ベスト・オブ・バラード （Tough Love: Best of the Ballads）                 | ユニバーサルミュージック （ゲフィン・レコード） | 109            | —              | 42             | —              | —              | —              | 99             |                                                                          |
| 2011年                              | マキシマム・ベスト （The Essential Aerosmith）                                         | ソニー・ミュージック （コロムビア・レコード）   | 104            | —              | —              | —              | —              | 44             | 52             |                                                                          |
| 2023年                              | グレイテスト・ヒッツ （Greatest Hits）                                                 | ユニバーサル・ミュージック                      | —              | —              | —              | —              | —              | —              | 48             |                                                                          |
| "—"は、チャートイン不明な場合を表す |                                                                                        |                                                 |                |                |                |                |                |                |                |                                                                          |

### 映像作品
| 発売年 | タイトル                                                         | レコード会社         | ゴールドディスク                |
| ------ | ---------------------------------------------------------------- | -------------------- | ------------------------------- |
| 1978年 | テキサス・ジャム '78 （Live Texxas Jam '78）                     | コロムビア・レコード | * RIAA：ゴールド                |
| 1987年 | Aerosmith Video Scrapbook                                        | コロムビア・レコード | * RIAA：ゴールド                |
| 1988年 | Permanent Vacation 3x5                                           | ゲフィン・レコード   | * RIAA：ゴールド                |
| 1989年 | Things That Go Pump in the Night                                 | ゲフィン・レコード   | * RIAA：プラチナム              |
| 1994年 | メイキング・オブ・パンプ （The Making of Pump）                  | ゲフィン・レコード   | * RIAA：ゴールド                |
| 1994年 | Big Ones You Can Look At                                         | ゲフィン・レコード   | * RIAA：ゴールド * BPI:ゴールド |
| 2004年 | ユー・ガッタ・ムーヴ （You Gotta Move）                          | コロムビア・レコード | * RIAA：4×プラチナム            |
| 2013年 | ロック・フォー・ザ・ライジング・サン （Rock for the Rising Sun） | コロムビア・レコード |                                 |

## 来日公演

### 単独公演
- Rocks Tour（1977年）
  - 1月29日 前橋 群馬県総合体育センター
  - 1月31日・2月9日 東京 日本武道館
  - 2月01日 名古屋 名古屋市民会館
  - 2月04日 福岡 福岡市九電記念体育館
  - 2月06日 京都 京都会館 第一ホール
  - 2月07日 大阪 フェスティバルホール
- Permanent Vacation Tour（1988年）
  - 6月17日 名古屋 名古屋市公会堂
  - 6月20日 大阪 大阪城ホール
  - 6月21日・23日・24日 東京 日本武道館
  - 6月26日 横浜 横浜文化体育館
- Pump Tour（1990年）
  - 9月10日 横浜 横浜アリーナ
  - 9月12日 大阪 大阪城ホール
  - 9月14日 名古屋 愛知県体育館
  - 9月17日・19日・20日 東京 日本武道館
  - 9月22日 東京 国立代々木競技場第一体育館
- Get a Grip Tour（1994年）
  - 4月27日 横浜 横浜アリーナ
  - 4月29日・30日 大阪 大阪城ホール
  - 5月03日 広島 広島サンプラザ
  - 5月04日 福岡 福岡国際センター
  - 5月06日 名古屋 名古屋レインボーホール
  - 5月07日・9日・10日・12日・13日・16日・17日 東京 日本武道館
- Nine Lives Tour（1998年）
  - 3月01日 名古屋 ナゴヤドーム
  - 3月03日 大阪 大阪ドーム
  - 3月05日 福岡 福岡ドーム
  - 3月08日・9日 東京 東京ドーム
  - 3月12日・14日 横浜 横浜アリーナ
- Roar of the Dragon Tour（1999年）
  - 12月30日 大阪 大阪ドーム
- Roar of the Dragon Tour（2000年）
  - 1月2日 名古屋 ナゴヤドーム
  - 1月4日 福岡 福岡ドーム
  - 1月6日・7日 東京 東京ドーム
- Just Push Play Tour（2002年）
  - 1月25日・26日 大阪 大阪ドーム
  - 1月29日 福岡 福岡ドーム
  - 1月31日 名古屋 ナゴヤドーム
  - 2月02日・3日 東京 東京ドーム
- How's It Honkin' Tour（2004年）
  - 7月10日 札幌 札幌ドーム
  - 7月13日 大阪 大阪ドーム
  - 7月15日 広島 広島グリーンアリーナ
  - 7月17日 名古屋 ナゴヤドーム
  - 7月20日 東京 東京ドーム
- Back on the Road Tour（2011年）
  - 11月22日 金沢 いしかわ総合スポーツセンター
  - 11月25日 広島 広島グリーンアリーナ
  - 11月28日・30日 東京 東京ドーム
  - 12月02日 福岡 マリンメッセ福岡
  - 12月06日 大阪 京セラドーム大阪
  - 12月08日 名古屋 愛知県体育館
  - 12月10日 札幌 札幌ドーム
- Global Warming Tour（2013年)
  - 8月11日 名古屋 日本ガイシホール
  - 8月14日・16日 大阪 大阪市中央体育館
    - 大阪公演ではHIKAKINと共演

### フェス
- Millennium Countdown（1999年）
  - 12月31日 - 1月1日 大阪 大阪ドーム
    - Mr.Big、バックチェリーと共演
- 2002 FIFA WORLD CUP OFFICIAL CONCERT INTERNATIONAL DAY（2002年）
  - 6月27日 東京 東京スタジアム
    - B'zと共演
- THE ROCK ODYSSEY 2004（2004年）
  - 7月24日 横浜 横浜国際総合競技場[注 4]
  - 7月25日 大阪 大阪ドーム[注 5]
- AEROSONIC（2013年）
  - 8月08日 千葉 QVCマリンフィールド
    - B'zと再び共演